# Eliminatoria al Campeonato Sub-16 de la AFC de 2016
La Eliminatoria para el Campeonato Sub-16 de la AFC 2016 fue la fase previa que disputaron 45 selecciones sub-17 de la Confederación Asiática de Fútbol para definir a los 16 participantes en la fase final del torneo a celebrarse en India.
La eliminatoria se jugó del 2 al 20 de septiembre y contó con 11 grupos eliminatorios en 11 sedes diferentes.

## Resultados

### Grupo A
Los partidos se jugaron en Palestina.
| País       | J | G | E | P | GF | GC | GD  | Pts |
| ---------- | - | - | - | - | -- | -- | --- | --- |
| Uzbekistán | 3 | 3 | 0 | 0 | 19 | 2  | +17 | 9   |
| Yemen      | 3 | 2 | 0 | 1 | 10 | 5  | +5  | 6   |
| Palestina  | 3 | 1 | 0 | 2 | 3  | 8  | -5  | 3   |
| Maldivas   | 3 | 0 | 0 | 3 | 0  | 17 | -17 | 0   |

| 16 de septiembre de 2015 | Uzbekistán                                                                     | 8–0     | Maldivas | Faisal Al-Husseini International Stadium, Al-Ram           |                                                            |
|                          | Yuldoshov 12' 50' 71' · Abdurakhmonov 60' 74' 86' · Karimov 62' · Muydinov 83' | Reporte |          | Asistencia: 100 espectadores Árbitro(s): Mohammad Abu Loum | Asistencia: 100 espectadores Árbitro(s): Mohammad Abu Loum |

| 16 de septiembre de 2015 | Yemen             | 2–0     | Palestina | Arab American University Stadium, Yenín                 |                                                         |
|                          | Sabarah 86' 90+3' | Reporte |           | Asistencia: 6,000 espectadores Árbitro(s): Pratap Singh | Asistencia: 6,000 espectadores Árbitro(s): Pratap Singh |

| 18 de septiembre de 2015 | Maldivas | 0–6     | Yemen                                                                      | Arab American University Stadium, Yenín                  |                                                          |
|                          |          | Reporte | Aswad 23' 34' · Murshed 29' · Hamid 32' (a.g.) · Al-Khalil 43' · Saeed 75' | Asistencia: 250 espectadores Árbitro(s): Timur Faizullin | Asistencia: 250 espectadores Árbitro(s): Timur Faizullin |

| 18 de septiembre de 2015 | Palestina | 0–6              | Uzbekistán                                                                       | Faisal Al-Husseini International Stadium, Al-Ram        |                                                         |
|                          |           | [Report Reporte] | Kholdorov 13' · Ismoilov 20' · Muydinov 29' (pen.) 33' · Soatov 83' · Urunov 89' | Asistencia: 200 espectadores Árbitro(s): Wathik Al-Baag | Asistencia: 200 espectadores Árbitro(s): Wathik Al-Baag |

| 20 de septiembre de 2015 | Uzbekistán                                         | 5–2     | Yemen                          | Faisal Al-Husseini International Stadium, Al-Ram     |                                                      |
|                          | Yuldoshov 23' 67' 69' · Muydinov 37' · Nematov 41' | Reporte | Al-Hamdani 35' · Murshed 90+1' | Asistencia: 70 espectadores Árbitro(s): Pratap Singh | Asistencia: 70 espectadores Árbitro(s): Pratap Singh |

| 20 de septiembre de 2015 | Palestina                     | 3–0     | Maldivas | Arab American University Stadium, Yenín                    |                                                            |
|                          | Eleyan 11' 18' · Aburdaha 17' | Reporte |          | Asistencia: 150 espectadores Árbitro(s): Mohammad Abu Loum | Asistencia: 150 espectadores Árbitro(s): Mohammad Abu Loum |

### Grupo B
Los partidos se jugaron en Kirguistán.
| País       | J | G | E | P | GF | GC | GD | Pts |
| ---------- | - | - | - | - | -- | -- | -- | --- |
| Kirguistán | 3 | 2 | 0 | 1 | 7  | 3  | +4 | 6   |
| Omán       | 3 | 2 | 0 | 1 | 5  | 2  | +3 | 6   |
| Jordania   | 3 | 2 | 0 | 1 | 6  | 4  | +2 | 6   |
| Nepal      | 3 | 0 | 0 | 3 | 0  | 9  | -9 | 0   |

| 16 de septiembre de 2015 | Nepal         | 0–3 Acreditado | Jordania       | Dolen Omurzakov Stadium, Biskek                               |                                                               |
|                          | Subba 27' 69' | Reporte        | Abu Awad 90+2' | Asistencia: 100 espectadores Árbitro(s): Salah Abbas Alabbasi | Asistencia: 100 espectadores Árbitro(s): Salah Abbas Alabbasi |

| 16 de septiembre de 2015 | Omán                          | 2–0     | Kirguistán | Dolen Omurzakov Stadium, Biskek                         |                                                         |
|                          | Al-Bakri 10' · Al-Khamisi 27' | Reporte |            | Asistencia: 6,500 espectadores Árbitro(s): Hasan Akrami | Asistencia: 6,500 espectadores Árbitro(s): Hasan Akrami |

| 18 de septiembre de 2015 | Jordania                  | 2–0     | Omán | Dolen Omurzakov Stadium, Biskek                          |                                                          |
|                          | Kourdi 82' · Abu Awad 83' | Reporte |      | Asistencia: 700 espectadores Árbitro(s): Sherzod Kasimov | Asistencia: 700 espectadores Árbitro(s): Sherzod Kasimov |

| 18 de septiembre de 2015 | Kirguistán                          | 3–0 Acreditado | Nepal                                    | Dolen Omurzakov Stadium, Biskek                         |                                                         |
|                          | Boubaev 29' · Shigaibaev 31' (pen.) | Reporte        | Karki 55' · Subba 67' · Hemjan 73' 90+2' | Asistencia: 8,523 espectadores Árbitro(s): Feras Taweel | Asistencia: 8,523 espectadores Árbitro(s): Feras Taweel |

| 20 de septiembre de 2015 | Nepal             | 0–3 Acreditado | Omán                                                  | Dolen Omurzakov Stadium, Biskek                          |                                                          |
|                          | Tamang 88' (pen.) | Reporte        | Al-Zaabi 11' · Al-Khamisi 44' (pen.) · Al-Qaidi 90+2' | Asistencia: 500 espectadores Árbitro(s): Sherzod Kasimov | Asistencia: 500 espectadores Árbitro(s): Sherzod Kasimov |

| 20 de septiembre de 2015 | Kirguistán                                                       | 4–1     | Jordania          | Dolen Omurzakov Stadium, Biskek                         |                                                         |
|                          | Alykulov 11' · Shigaibaev 33' · Dzhakybaliev 72' · Orzobek 90+4' | Reporte | Hbowal 48' (pen.) | Asistencia: 7,400 espectadores Árbitro(s): Hasan Akrami | Asistencia: 7,400 espectadores Árbitro(s): Hasan Akrami |

### Grupo C
Los partidos se jugaron en Catar.
| País         | J | G | E | P | GF | GC | GD  | Pts |
| ------------ | - | - | - | - | -- | -- | --- | --- |
| Irak         | 3 | 3 | 0 | 0 | 9  | 1  | +8  | 9   |
| Tayikistán   | 3 | 2 | 0 | 1 | 7  | 4  | +3  | 6   |
| Catar        | 3 | 1 | 0 | 2 | 5  | 2  | +3  | 3   |
| Turkmenistán | 3 | 0 | 0 | 3 | 1  | 15 | -14 | 0   |

| 16 de septiembre de 2015 | Catar                                                    | 5–0     | Turkmenistán | Aspire Dome, Doha                                      |                                                        |
|                          | Al-Ganehi 10' · Bahramen 40' · Ali 60' 90+4' · Saeed 83' | Reporte |              | Asistencia: 200 espectadores Árbitro(s): Hidayat Ullah | Asistencia: 200 espectadores Árbitro(s): Hidayat Ullah |

| 16 de septiembre de 2015 | Tayikistán  | 1–3     | Irak                                     | Aspire Dome, Doha                                            |                                                              |
|                          | Nematov 39' | Reporte | Jalil 45' · Abdulsada 45+2' · Jabbar 68' | Asistencia: 100 espectadores Árbitro(s): Nivon Robesh Gamini | Asistencia: 100 espectadores Árbitro(s): Nivon Robesh Gamini |

| 18 de septiembre de 2015 | Turkmenistán  | 1–5     | Tayikistán                                                                     | Aspire Dome, Doha                                      |                                                        |
|                          | Karabekov 85' | Reporte | Fuzaylov 3' · Hanonov 45+3' · Jumayev 50' (a.g.) · Muminov 67' · Qamchinov 82' | Asistencia: 50 espectadores Árbitro(s): Marai Al-Awaji | Asistencia: 50 espectadores Árbitro(s): Marai Al-Awaji |

| 18 de septiembre de 2015 | Irak       | 1–0     | Catar | Aspire Dome, Doha                                        |                                                          |
|                          | Jabbar 22' | Reporte |       | Asistencia: 300 espectadores Árbitro(s): Rowan Arumughan | Asistencia: 300 espectadores Árbitro(s): Rowan Arumughan |

| 20 de septiembre de 2015 | Catar | 0–1            | Tayikistán   | Aspire Dome, Doha                                            |                                                              |
|                          |       | Report Reporte | Fuzaylov 82' | Asistencia: 150 espectadores Árbitro(s): Nivon Robesh Gamini | Asistencia: 150 espectadores Árbitro(s): Nivon Robesh Gamini |

| 20 de septiembre de 2015 | Irak                                             | 5–0     | Turkmenistán | Aspire Dome, Doha                                     |                                                       |
|                          | Jabbar 19' 51' (pen.) 54' · Omar 32' · Saleh 53' | Reporte |              | Asistencia: 50 espectadores Árbitro(s): Hidayat Ullah | Asistencia: 50 espectadores Árbitro(s): Hidayat Ullah |

### Grupo D
Los partidos se jugaron en Bangladés.
| País           | J                  | G                  | E                  | P                  | GF                 | GC                 | GD                 | Pts                |
| -------------- | ------------------ | ------------------ | ------------------ | ------------------ | ------------------ | ------------------ | ------------------ | ------------------ |
| Arabia Saudita | 2                  | 2                  | 0                  | 0                  | 11                 | 3                  | +8                 | 6                  |
| UAE            | 2                  | 1                  | 0                  | 1                  | 8                  | 7                  | +1                 | 3                  |
| Bangladés      | 2                  | 0                  | 0                  | 2                  | 2                  | 11                 | -9                 | 0                  |
| Pakistán       | Abandonó el torneo | Abandonó el torneo | Abandonó el torneo | Abandonó el torneo | Abandonó el torneo | Abandonó el torneo | Abandonó el torneo | Abandonó el torneo |

| 16 de septiembre de 2015 | Arabia Saudita                                                     | 5–1     | Bangladés | Bangabandhu National Stadium, Dhaka                                 |                                                                     |
|                          | Naif 40' · Feras 56' · Mali 82' (pen.) · Abdulaziz 84' · Hamad 90' | Reporte | Nipu 29'  | Asistencia: 8,000 espectadores Árbitro(s): Ali Sabah Adday Al-Qaysi | Asistencia: 8,000 espectadores Árbitro(s): Ali Sabah Adday Al-Qaysi |

| 18 de septiembre de 2015 | Bangladés  | 1–6     | UAE                                                             | Bangabandhu National Stadium, Dhaka                        |                                                            |
|                          | Shawon 52' | Reporte | Al-Naqbi 12' · Rashid 18' 62' (pen.) 68' · Saeed 22' · Amro 38' | Asistencia: 6,000 espectadores Árbitro(s): Adham Makhadmeh | Asistencia: 6,000 espectadores Árbitro(s): Adham Makhadmeh |

| 20 de septiembre de 2015 | UAE                                    | 2-6     | Arabia Saudita                                              | Bangabandhu National Stadium, Dhaka                   |                                                       |
|                          | Al-Malki 5' (a.g.) · Rashid 48' (pen.) | Reporte | Al-Shaikhi 8' · Hamad 16' 57' 70' · Al-Anazi 27' · Naif 61' | Asistencia: 800 espectadores Árbitro(s): Kim Dae-yong | Asistencia: 800 espectadores Árbitro(s): Kim Dae-yong |

### Grupo E
Los partidos se jugaron en Irán.
| País   | J | G | E | P | GF | GC | GD  | Pts |
| ------ | - | - | - | - | -- | -- | --- | --- |
| Irán   | 3 | 3 | 0 | 0 | 12 | 1  | +11 | 9   |
| India  | 3 | 2 | 0 | 1 | 11 | 3  | +8  | 6   |
| Baréin | 3 | 1 | 0 | 2 | 2  | 12 | -10 | 3   |
| Líbano | 3 | 0 | 0 | 3 | 2  | 11 | -9  | 0   |

| 16 de septiembre de 2015 | Baréin | 0–5     | India                                                    | Yadegar-e Emam Stadium, Tabriz                      |                                                     |
|                          |        | Reporte | Gaston 16' · Chetri 20' 48' · Thangjam 29' · Wangjam 77' | Asistencia: 10 espectadores Árbitro(s): Aziz Asimov | Asistencia: 10 espectadores Árbitro(s): Aziz Asimov |

| 16 de septiembre de 2015 | Irán                                              | 3–1     | Líbano     | Yadegar-e Emam Stadium, Tabriz                              |                                                             |
|                          | Namdari 9' (pen.) · Ghobeishavi 12' · Sardari 47' | Reporte | Kaawar 87' | Asistencia: 150 espectadores Árbitro(s): Çarymyrat Kurbanow | Asistencia: 150 espectadores Árbitro(s): Çarymyrat Kurbanow |

| 18 de septiembre de 2015 | Líbano       | 1–2     | Baréin                    | Yadegar-e Emam Stadium, Tabriz                          |                                                         |
|                          | Abdullah 17' | Reporte | Abdulrahim 38' (pen.) 51' | Asistencia: 10 espectadores Árbitro(s): Ilgiz Tantashev | Asistencia: 10 espectadores Árbitro(s): Ilgiz Tantashev |

| 18 de septiembre de 2016 | India | 0–3     | Irán                                        | Gostaresh Foulad Stadium, Tabriz                    |                                                     |
|                          |       | Reporte | Sharifi 17' · Khodamoradi 43' · Ghaderi 65' | Asistencia: 165 espectadores Árbitro(s): Ali Shaban | Asistencia: 165 espectadores Árbitro(s): Ali Shaban |

| 20 de septiembre de 2015 | India                                                            | 6–0     | Líbano | Yadegar-e Emam Stadium, Tabriz                      |                                                     |
|                          | Wangjam 29' 71' 89' · Baladi 75' (a.g.) · Thatal 77' · Kiyam 80' | Reporte |        | Asistencia: 22 espectadores Árbitro(s): Aziz Asimov | Asistencia: 22 espectadores Árbitro(s): Aziz Asimov |

| 20 de septiembre de 2015 | Irán                                                                      | 6–0              | Baréin | Gostaresh Foulad Stadium, Tabriz                            |                                                             |
|                          | Ghobeishavi 1' · Sharifi 18' 51' · Godarzi 45' · Sadeghi 65' · Davari 89' | [Report Reporte] |        | Asistencia: 100 espectadores Árbitro(s): Çarymyrat Kurbanow | Asistencia: 100 espectadores Árbitro(s): Çarymyrat Kurbanow |

### Grupo F
Los partidos se jugaron en Kuwait.
| País       | J                  | G                  | E                  | P                  | GF                 | GC                 | GD                 | Pts                |
| ---------- | ------------------ | ------------------ | ------------------ | ------------------ | ------------------ | ------------------ | ------------------ | ------------------ |
| Kuwait     | 2                  | 1                  | 1                  | 0                  | 1                  | 0                  | +1                 | 4                  |
| Siria      | 2                  | 0                  | 2                  | 0                  | 2                  | 2                  | 0                  | 2                  |
| Afganistán | 1                  | 0                  | 1                  | 1                  | 2                  | 3                  | -1                 | 1                  |
| Sri Lanka  | Abandonó el torneo | Abandonó el torneo | Abandonó el torneo | Abandonó el torneo | Abandonó el torneo | Abandonó el torneo | Abandonó el torneo | Abandonó el torneo |

| 16 de septiembre de 2015 | Afganistán          | 2–2     | Siria                    | Al-Sadaqua Walsalam Stadium, Kuwait City                         |                                                                  |
|                          | Ali 29' · Saneh 56' | Reporte | Malta 45+2' · Kanaan 70' | Asistencia: 150 espectadores Árbitro(s): Abdulaziz Ahmed Abdulla | Asistencia: 150 espectadores Árbitro(s): Abdulaziz Ahmed Abdulla |

| 18 de septiembre de 2015 | Kuwait     | 1–0     | Afganistán | Al-Sadaqua Walsalam Stadium, Kuwait City                    |                                                             |
|                          | Rashed 52' | Reporte |            | Asistencia: 300 espectadores Árbitro(s): Tayeb Shamsuzzaman | Asistencia: 300 espectadores Árbitro(s): Tayeb Shamsuzzaman |

| 20 de septiembre de 2015 | Siria | 0–0     | Kuwait | Al-Sadaqua Walsalam Stadium, Kuwait City                      |                                                               |
|                          |       | Reporte |        | Asistencia: 300 espectadores Árbitro(s): Ahmad Yacoub Ibrahim | Asistencia: 300 espectadores Árbitro(s): Ahmad Yacoub Ibrahim |

### Grupo G
Los partidos se jugaron en Laos.
| País                     | J | G | E | P | GF | GC | GD  | Pts |
| ------------------------ | - | - | - | - | -- | -- | --- | --- |
| Malasia                  | 4 | 3 | 1 | 0 | 22 | 1  | +21 | 10  |
| Laos                     | 4 | 2 | 2 | 0 | 13 | 3  | +10 | 8   |
| Timor Oriental           | 4 | 2 | 1 | 1 | 18 | 2  | +16 | 7   |
| Filipinas                | 4 | 1 | 0 | 3 | 10 | 24 | -14 | 3   |
| Islas Marianas del Norte | 4 | 0 | 0 | 4 | 2  | 35 | -33 | 0   |

| 12 de septiembre de 2015 | Timor Oriental | 8–0     | Islas Marianas del Norte | Laos National Stadium, Vientián                            |                                                            |
|                          | Jelito Corte-Real 45' · Danilson 49' · Armindo Vieira 51' · Joao Freitas 66' 88' · Dom Lucas 70' · Yafet Belima 72' · Orcelio Moises 81' | Reporte |                          | Asistencia: 300 espectadores Árbitro(s): Masoud Tufayelieh | Asistencia: 300 espectadores Árbitro(s): Masoud Tufayelieh |

| 12 de septiembre de 2015 | Filipinas    | 1–6     | Laos                                                                | Laos National Stadium, Vientiane                             |                                                              |
|                          | Tacardon 88' | Reporte | Inthapanya 18' 34' · Bounkong 47' · Monlangsy 56' · Nilan 75' 90+1' | Asistencia: 2,400 espectadores Árbitro(s): Yousef Al-Marzouq | Asistencia: 2,400 espectadores Árbitro(s): Yousef Al-Marzouq |

| 14 de septiembre de 2015 | Islas Marianas del Norte | 0–13    | Malasia                                                                                          | Laos National Stadium, Vientián                         |                                                         |
|                          |                          | Reporte | Izreen 6' 32' 54' 67' · Amirul 22' · Arif 36' 46' · Iqbal 41' 44' 56' · Alif 58' 61' · Najmi 89' | Asistencia: 200 espectadores Árbitro(s): Mizanur Rahman | Asistencia: 200 espectadores Árbitro(s): Mizanur Rahman |

| 14 de septiembre de 2015 | Timor Oriental                                                                                                | 9–0     | Filipinas | Laos National Stadium, Vientián                          |                                                          |
|                          | Danilson 18' 28' 54' · Joao Freitas 38' 62' · Jelito Corte-Real 53' · Filomeno Junior 70' · Dom Lucas 73' 89' | Reporte |           | Asistencia: 200 espectadores Árbitro(s): Omar Al Yaquobi | Asistencia: 200 espectadores Árbitro(s): Omar Al Yaquobi |

| 16 de septiembre de 2015 | Malasia  | 1–0     | Timor Oriental | Laos National Stadium, Vientián                            |                                                            |
|                          | Arif 79' | Reporte |                | Asistencia: 300 espectadores Árbitro(s): Yousef Al-Marzouq | Asistencia: 300 espectadores Árbitro(s): Yousef Al-Marzouq |

| 16 de septiembre de 2015 | Laos                                                        | 5–0     | Islas Marianas del Norte | Laos National Stadium, Vientián                               |                                                               |
|                          | Sengsavang 53' 56' 61' · Chaleunsouk 79' · Phoutthavong 81' | Reporte |                          | Asistencia: 3,000 espectadores Árbitro(s): Rysbek Shekerbekov | Asistencia: 3,000 espectadores Árbitro(s): Rysbek Shekerbekov |

| 18 de septiembre de 2015 | Filipinas | 0–7     | Malasia                                                                            | Laos National Stadium, Vientiane                         |                                                          |
|                          |           | Reporte | James 26' (a.g.) · Haiqal 32' · Iqbal 36' · Izreen 42' · Alif 67' 70' · Arifin 74' | Asistencia: 100 espectadores Árbitro(s): Omar Al Yaquobi | Asistencia: 100 espectadores Árbitro(s): Omar Al Yaquobi |

| 18 de septiembre de 2015 | Laos                | 1–1     | Timor Oriental   | Laos National Stadium, Vientián                              |                                                              |
|                          | Salvador 20' (a.g.) | Reporte | Joao Freitas 43' | Asistencia: 3,000 espectadores Árbitro(s): Masoud Tufayelieh | Asistencia: 3,000 espectadores Árbitro(s): Masoud Tufayelieh |

| 20 de septiembre de 2015 | Islas Marianas del Norte        | 2–9     | Filipinas                                                                            | Laos National Stadium, Vientián                             |                                                             |
|                          | Grant Fruit 45+1' · Tenerio 47' | Reporte | Napolitano 8' · Tacardon 11' 67' 69' · Suba 18' 65' 73' · Ronquillo 41' · Borbon 77' | Asistencia: 200 espectadores Árbitro(s): Rysbek Shekerbekov | Asistencia: 200 espectadores Árbitro(s): Rysbek Shekerbekov |

| 20 de septiembre de 2015 | Malasia     | 1–1     | Laos              | Laos National Stadium, Vientiane                             |                                                              |
|                          | Azahari 48' | Reporte | Chaleunsouk 45+1' | Asistencia: 4,000 espectadores Árbitro(s): Masoud Tufayelieh | Asistencia: 4,000 espectadores Árbitro(s): Masoud Tufayelieh |

### Grupo H
Los partidos se jugaron en Singapur.
| País            | J | G | E | P | GF | GC | GD  | Pts |
| --------------- | - | - | - | - | -- | -- | --- | --- |
| Corea del Norte | 3 | 3 | 0 | 0 | 12 | 0  | +12 | 9   |
| Tailandia       | 3 | 2 | 0 | 1 | 6  | 2  | +4  | 6   |
| Singapur        | 3 | 1 | 0 | 2 | 3  | 9  | -6  | 3   |
| Camboya         | 3 | 0 | 0 | 3 | 1  | 11 | -10 | 0   |

| 2 de septiembre de 2015 | Corea del Norte                                                                          | 7–0     | Camboya | Jalan Besar Stadium, Kallang                         |                                                      |
|                         | Kung Jin-song 6' 53' 72' · Kwon Nam-hyok 29' · Kim Chung-jin 43' 60' · Kim Kyong-sok 50' | Reporte |         | Asistencia: 100 espectadores Árbitro(s): Ho Wai Sing | Asistencia: 100 espectadores Árbitro(s): Ho Wai Sing |

| 2 de septiembre de 2015 | Tailandia                               | 5–0     | Singapur | Jalan Besar Stadium, Kallang                                |                                                             |
|                         | Korawich 18' 59' 73' · Jinnawat 28' 45' | Reporte |          | Asistencia: 945 espectadores Árbitro(s): Mohamed Al Zarouni | Asistencia: 945 espectadores Árbitro(s): Mohamed Al Zarouni |

| 4 de septiembre de 2015 | Camboya | 0–1     | Tailandia    | Jalan Besar Stadium, Kallang                             |                                                          |
|                         |         | Reporte | Korawich 13' | Asistencia: 247 espectadores Árbitro(s): Khurram Shahzad | Asistencia: 247 espectadores Árbitro(s): Khurram Shahzad |

| 4 de septiembre de 2015 | Singapur | 0–3     | Corea del Norte                             | Jalan Besar Stadium, Kallang                     |                                                  |
|                         |          | Reporte | Yun Min 15' · Kye Tam 71' · Ri Song-jin 90' | Asistencia: 621 espectadores Árbitro(s): Fu Ming | Asistencia: 621 espectadores Árbitro(s): Fu Ming |

| 6 de septiembre de 2015 | Corea del Norte                  | 2–0     | Tailandia | Jalan Besar Stadium, Kallang                                |                                                             |
|                         | Kye Tam 32' · Paek Kwang-min 62' | Reporte |           | Asistencia: 816 espectadores Árbitro(s): Mohamed Al Zarouni | Asistencia: 816 espectadores Árbitro(s): Mohamed Al Zarouni |

| 6 de septiembre de 2015 | Singapur                           | 3–1     | Camboya      | Jalan Besar Stadium, Kallang                       |                                                    |
|                         | Kweh 69' · Hamid 81' · Jeferee 88' | Reporte | Chanthea 48' | Asistencia: 1,227 espectadores Árbitro(s): Fu Ming | Asistencia: 1,227 espectadores Árbitro(s): Fu Ming |

### Grupo I
Los partidos se jugaron en China.
| País          | J | G | E | P | GF | GC | GD  | Pts |
| ------------- | - | - | - | - | -- | -- | --- | --- |
| Corea del Sur | 3 | 3 | 0 | 0 | 27 | 0  | +27 | 9   |
| China         | 3 | 2 | 0 | 1 | 11 | 4  | +7  | 6   |
| China Taipéi  | 3 | 1 | 0 | 2 | 2  | 8  | -6  | 3   |
| Macao         | 3 | 0 | 0 | 3 | 1  | 29 | -28 | 0   |

| 16 de septiembre de 2015 | China         | 1–0     | China Taipéi | Yanji People's Stadium, Yanji                                    |                                                                  |
|                          | Chen Rong 78' | Reporte |              | Asistencia: 786 espectadores Árbitro(s): Mohd Nafeez Abdul Wahab | Asistencia: 786 espectadores Árbitro(s): Mohd Nafeez Abdul Wahab |

| 16 de septiembre de 2015 | Corea del Sur | 17–0    | Macao | Yanji People's Stadium, Yanji                         |                                                       |
|                          | Park Jeong-in 7' 17' 24' 39' 52' 56' · Ko Jun-hee 10' 82' · Lee Dong-ryul 31' 58' 67' · Shin Sang-whi 36' 41' 70' 75' · Son Jae-hyeok 62' · Yu Je-ho 64' | Reporte |       | Asistencia: 280 espectadores Árbitro(s): Vichhika Tuy | Asistencia: 280 espectadores Árbitro(s): Vichhika Tuy |

| 18 de septiembre de 2015 | Macao | 0–10    | China | Yanji People's Stadium, Yanji                             |                                                           |
|                          |       | Reporte | Zhou Junchen 8' 32' · Zhu Chenjie 17' · Chen Quanjiang 20' · Chen Rong 35' · Wu Zewei 50' 73' 81' · Geng Taili 59' · Sun Qinhan 90+2' | Asistencia: 192 espectadores Árbitro(s): Pranjal Banerjee | Asistencia: 192 espectadores Árbitro(s): Pranjal Banerjee |

| 18 de septiembre de 2015 | China Taipéi | 0–6     | Corea del Sur                                                                              | Yanji People's Stadium, Yanji                                     |                                                                   |
|                          |              | Reporte | Cheon Seong-hoon 19' · Kim Dong-bum 29' 90+2' · Yong Dong-hyun 37' · Park Chan-bin 63' 70' | Asistencia: 166 espectadores Árbitro(s): Sukhbir Singh (Singapur) | Asistencia: 166 espectadores Árbitro(s): Sukhbir Singh (Singapur) |

| 20 de septiembre de 2015 | Corea del Sur                                                                | 4–0     | China | Yanji People's Stadium, Yanji                            |                                                          |
|                          | Lee Dong-ryul 9' · Yong Dong-hyun 15' · Kim Tae-hwan 51' · Shin Sang-whi 56' | Reporte |       | Asistencia: 1,100 espectadores Árbitro(s): Sukhbir Singh | Asistencia: 1,100 espectadores Árbitro(s): Sukhbir Singh |

| 20 de septiembre de 2015 | China Taipéi                         | 2–1     | Macao              | Yanji People's Stadium, Yanji                                   |                                                                 |
|                          | Chen Wei-tze 46' · Tsai Cheng-ju 75' | Reporte | Leung Chi Seng 82' | Asistencia: 66 espectadores Árbitro(s): Mohd Nafeez Abdul Wahab | Asistencia: 66 espectadores Árbitro(s): Mohd Nafeez Abdul Wahab |

### Grupo J
Los partidos se jugaron en Vietnam.
| País      | J | G | E | P | GF | GC | GD  | Pts |
| --------- | - | - | - | - | -- | -- | --- | --- |
| Australia | 3 | 3 | 0 | 0 | 18 | 1  | +17 | 9   |
| Vietnam   | 3 | 2 | 0 | 1 | 23 | 2  | +21 | 6   |
| Birmania  | 3 | 1 | 0 | 2 | 12 | 8  | +4  | 3   |
| Guam      | 3 | 0 | 0 | 3 | 0  | 42 | -42 | 0   |

| 16 de septiembre de 2015 | Australia | 14–0    | Guam | Vietnam YFT Center, Hanói                                 |                                                           |
|                          | Naputi 5' (a.g.) · Akbari 15' 46' · Martis 39' · Muratovic 43' 53' 59' · Selden 45+1' 80' · Sweedan 65' (pen.) 79' 90' · Visciglio 70' · Yates 77' | Reporte |      | Asistencia: 60 espectadores Árbitro(s): Turki Al-Khudhayr | Asistencia: 60 espectadores Árbitro(s): Turki Al-Khudhayr |

| 16 de septiembre de 2015 | Vietnam                                                                  | 5–1     | Birmania               | Vietnam YFT Center, Hanói                        |                                                  |
|                          | Trần Văn Đạt 25' 68' 76' · Nguyễn Khắc Khiêm 29' · Nguyễn Huỳnh Sang 33' | Reporte | Aung Chit Oo Ko Ko 30' | Asistencia: 100 espectadores Árbitro(s): Wang Di | Asistencia: 100 espectadores Árbitro(s): Wang Di |

| 18 de septiembre de 2015 | Birmania           | 1–3     | Australia                            | Vietnam YFT Center, Hanói                           |                                                     |
|                          | Hein Htet Aung 25' | Reporte | Brook 2' · Moric 27' · Najjarine 37' | Asistencia: 100 espectadores Árbitro(s): Jansen Foo | Asistencia: 100 espectadores Árbitro(s): Jansen Foo |

| 18 de septiembre de 2015 | Guam | 0–18    | Vietnam | Vietnam YFT Center, Hanói                                     |                                                               |
|                          |      | Reporte | Nguyễn Duy Khiêm 1' 78' 83' · Bùi Anh Đức 8' 30' 32' 38' · Mạch Ngọc Hà 11' 35' 49' · Nguyễn Khắc Khiêm 29' · Nguyễn Hữu Thắng 54' · Uông Ngọc Tiến 63' (pen.) · Trần Văn Đạt 67' (pen.) 80' · Nguyễn Trọng Long 70' · Vũ Đình Hai 81' 85' | Asistencia: 80 espectadores Árbitro(s): Alongkorn Feemuechang | Asistencia: 80 espectadores Árbitro(s): Alongkorn Feemuechang |

| 20 de septiembre de 2015 | Birmania | 10–0    | Guam | Vietnam YFT Center, Hanói                          |                                                    |
|                          | Htun Sai 10' 43' 68' · Kyaw Kyaw Htet 16' 33' 35' 73' · Bo Bo Aung 18' · Thet Paing Htoo 26' · Hein Htet Aung 90' | Reporte |      | Asistencia: 50 espectadores Árbitro(s): Jansen Foo | Asistencia: 50 espectadores Árbitro(s): Jansen Foo |

| 20 de septiembre de 2015 | Australia  | 1–0     | Vietnam | Vietnam YFT Center, Hanói                                  |                                                            |
|                          | Memeti 30' | Reporte |         | Asistencia: 500 espectadores Árbitro(s): Turki Al-Khudhayr | Asistencia: 500 espectadores Árbitro(s): Turki Al-Khudhayr |

### Grupo K
Los partidos se jugaron en Mongolia.
| País      | J                  | G                  | E                  | P                  | GF                 | GC                 | GD                 | Pts                |
| --------- | ------------------ | ------------------ | ------------------ | ------------------ | ------------------ | ------------------ | ------------------ | ------------------ |
| Japón     | 2                  | 2                  | 0                  | 0                  | 24                 | 0                  | +24                | 6                  |
| Hong Kong | 2                  | 1                  | 0                  | 1                  | 5                  | 9                  | -4                 | 3                  |
| Mongolia  | 2                  | 0                  | 0                  | 2                  | 2                  | 22                 | -20                | 0                  |
| Brunéi    | Abandonó el torneo | Abandonó el torneo | Abandonó el torneo | Abandonó el torneo | Abandonó el torneo | Abandonó el torneo | Abandonó el torneo | Abandonó el torneo |

| 16 de septiembre de 2015 | Mongolia | 0–17    | Japón | MFF Football Centre, Ulaanbaatar                          |                                                           |
|                          |          | Reporte | Seko 6' (pen.) · Kubo 8' 24' 44' 45+1' 60' · Miyashiro 16' 34' 82' · Tanahashi 33' · Hirakawa 37' 72' 79' · Suzuki 42' · Nakamura 49' 56' · Sugawara 51' | Asistencia: 1,830 espectadores Árbitro(s): Suhaizi Shukri | Asistencia: 1,830 espectadores Árbitro(s): Suhaizi Shukri |

| 18 de septiembre de 2015 | Hong Kong                                                                            | 5–2     | Mongolia                         | MFF Football Centre, Ulaanbaatar                     |                                                      |
|                          | Jonathan Cheung 4' (pen.) · Whilborn 45+2' · Chan Ka Shing 63' · Ethan Yeung 76' 85' | Reporte | Bayarkhuu 68' · Erdenechimeg 89' | Asistencia: 650 espectadores Árbitro(s): Jasem Ahmad | Asistencia: 650 espectadores Árbitro(s): Jasem Ahmad |

| 20 de septiembre de 2015 | Japón                                                                                    | 7–0     | Hong Kong | MFF Football Centre, Ulaanbaatar                           |                                                            |
|                          | Nakamura 15' · Sugawara 34' · Tanahashi 71' 90+1' · Seko 75' · Yamada 79' · Hirakawa 84' | Reporte |           | Asistencia: 186 espectadores Árbitro(s): Jameel Abdulhusin | Asistencia: 186 espectadores Árbitro(s): Jameel Abdulhusin |

## Clasificados
Estos fueron los 16 clasificados a la fase final del torneo a disputartse en la India.
| - India - Uzbekistán - Kirguistán - Irak | - Arabia Saudita - Irán - Malasia - Corea del Norte | - Corea del Sur - Australia - Japón - Vietnam | - Tailandia - UAE - Omán - Yemen |

## Goleadores
6 goles
- Park Jeong-in
- Rasul Yuldoshov

5 goles
- Alaa Adnan Jabbar
- Takefusa Kubo
- Muhammad Izreen
- Shin Sang-whi
- Joao Pedro da Silva Freitas
- Trần Văn Đạt

4 goles
- Suresh Singh Wangjam
- Rei Hirakawa
- Muhammad Alif Safwan
- Muhammad Iqbal Hakem
- Kyaw Kyaw Htet
- Fidel Victor Tacardon
- Al-Abdan Hamad Abdan
- Lee Dong-ryul
- Korawich Tasa
- Danilson Conceicao Araujo
- Majid Rashid
- Abubakir Muydinov
- Bùi Anh Đức

3 goles
- Mirza Muratovic
- Ahmed Sweedan
- Wu Zewei
- Mohammad Sharifi
- Taisei Miyashiro
- Keito Nakamura
- Akito Tanahashi
- Xayyaphon Sengsavang
- Arif Shaqirin
- Htun Sai
- Rejin Subba
- Kung Jin-song
- Mariano Suba Jr.
- Dom Lucas Martins Fatima Braz
- Abdunozir Abdurakhmonov
- Mạch Ngọc Hà
- Nguyễn Duy Khiêm

2 goles
- Rahmat Akbari
- Jaidon Selden
- Khaled Abdulrahim
- Chen Rong
- Zhou Junchen
- Ethan Yeung Yat Yung
- Aman Chetri
- Mohammad Reza Ghobeishavi
- Ayumu Seko
- Yukinari Sugawara
- Muhannad Abu Awad
- Emir Shigaibaev
- Boualapha Chaleunsouk
- Nilanh Inthapanya
- Nilan
- Hein Htet Aung
- Dinesh Hemjan
- Kim Chung-jin
- Kye Tam
- Mohammed Al-Khamisi
- Ahmed Eleyan
- Hisham Ali
- Almas Naif Mousa
- Kim Dong-bum
- Ko Jun-hee
- Park Chan-bin
- Yong Dong-hyun
- Ziyovuddin Fuzaylov
- Jinnawat Russamee
- Jelito Corte-Real Leite Smith
- Nguyễn Khắc Khiêm
- Vũ Đình Hai
- Waleed Aswad
- Murad Murshed
- Abdulmajeed Sabarah

1 gol
- Amir Ali
- Omid Haidar Saneh
- Lachlan Brook
- Antonis Martis
- Mersim Memeti
- Mark Moric
- Ramy Najjarine
- Andrew Visciglio
- Ryan Yates
- Sarwar Zaman Nipu
- Mohammad Shawon
- Sieng Chanthea
- Chen Quanjiang
- Geng Taili
- Sun Qinhan
- Zhu Chenjie
- Chen Wei-tze
- Tsai Cheng-ju
- Chan Ka Shing
- Jonathan Linux Cheung
- Erik Anders Whilborn
- Gaston D’Silva
- Amarjit Singh Kiyam
- Boris Singh Thangjam
- Komal Thatal
- Mohammad Reza Davari
- Mohammad Ghaderi
- Mohsen Godarzi
- Amir Khodamoradi
- Vahid Namdari
- Erfan Sadeghi
- Mohammad Sardari
- Muntadher Abdulsada
- Mohammed Ridha Jalil
- Ahmed Sartip Omar
- Saleh Mahdi Saleh
- Toichi Suzuki
- Hiroto Yamada
- Laith Hbowal
- Khaled Radi Kourdi
- Jasem Rashed
- Gulzhigit Alykulov
- Gulzhigit Boubaev
- Maksat Dzhakybaliev
- Timur Uulu Orzobek
- Bounphachan Bounkong
- Saya Monlangsy
- Thatthaya Phoutthavong
- Jawad Abdullah
- Mahmoud Kaawar
- Leung Chi Seng
- Aliff Haiqal Lokman
- Azrin Azahari
- Mohamad Najmi
- Nor Amirul
- Zainul Arifin
- Aung Chit Oo Ko Ko
- Bo Bo Aung
- Thet Paing Htoo
- Khosbayar Bayarkhuu
- Bat-Erdene Erdenechimeg
- Manish Bahadur Karki
- Prezen Tamang
- Kim Kyong-sok
- Kwon Nam-hyok
- Paek Kwang-min
- Ri Song-jin
- Yun Min
- Anthony Grant Fruit
- Sunjoon Tenerio
- Mutassim Al-Bakri
- Mohammed Al-Qaidi
- Thamer Al-Zaabi
- Ahmed Aburdaha
- Jelani Borbon
- Kier John Napolitano
- Kyle Ronquillo
- Ahmed Al-Ganehi
- Mohammad Bahramen
- Saleh Saeed
- Dhari Al-Anazi
- Ali Al-Shaikhi
- Mohammed Mansour Mali
- Al-Dhuwayhi Abdulaziz Sulaiman
- Albrikan Feras Tariq
- Khairie Abdul Hamid
- Irfan Jeferee
- Glenn Kweh
- Cheon Seong-hoon
- Kim Tae-hwan
- Son Jae-hyeok
- Yu Je-ho
- Mohammad Fares Kanaan
- Mohammad Malta
- Vahdat Hanonov
- Mubindzhon Muminov
- Faridun Nematov
- Avaz Qamchinov
- Yafet Belima Barros
- Filomeno Junior da Costa
- Armindo Vieira Soares Gusmao
- Orcelio Nobelito Moises
- Kerim Karabekov
- Abdulla Al-Naqbi
- Ali Saleh Amro
- Sultan Saeed
- Abdulkhay Ismoilov
- Islom Karimov
- Ikhtiyor Kholdorov
- Shukhrat Nematov
- Bakhromjon Soatov
- Oston Urunov
- Nguyễn Hữu Thắng
- Nguyễn Huỳnh Sang
- Nguyễn Trọng Long
- Uông Ngọc Tiến
- Mohammed Al-Hamdani
- Mukhtar Al-Khalil
- Ahmed Hamed Saeed

1 autogol
- Xavier Pinaula Naputi (contra Australia)
- Habib Antoine Baladi (contra India)
- Mohamed Azhan Hamid (contra Yemen)
- Prichi Roy James (contra Malasia)
- Abdulaziz Hamed Al-Malki (contra Emiratos Árabes Unidos)
- Salvador Varela (contra Laos)
- Agajan Jumayev (contra Tayikistán)

Referencia: The-afc.com